# Shapley 1
Shapley 1, aussi connue sous le nom de Sp 1 et PLN 329+2.1, est une nébuleuse planétaire annulaire située à environ 4 900 années-lumière de la Terre, dans la constellation de la Règle,. Elle a été découverte en 1936 par Harlow Shapley,. D'une magnitude de +12,6, elle abrite en son centre une naine blanche d'une magnitude de +14.